# Arab al-Mulk
Arab al-Mulk (en árabe: عرب الملك) también llamado Beldi al-Melek o Belde, es un pueblo costero del noroeste de Siria, ubicado al sur de Latakia, en el distrito de Jableh.
Está habitado por musulmanes sunitas, de origen beduino, quienes residen al norte del pueblo y alawitas que ocupan el barrio sur conocido propiamente como Beldi al-Melek.

## Etimología
'Arab al- Mulk significa árabes ('arab, entendido como beduino) de la propiedad imperial (mulk). El nombre se origina en el asentamiento de tribus del interior en las posesiones del sultán ubicadas a lo largo del litoral sirio. En cuanto a Beldi, a veces transliterado Balda o Belde, se origina en la forma árabe del griego Πάλτος, transcrito en español como Palto, nombre de la antigua ciudad, proveniente a su vez de alguna forma fenicia (cananea) desconocida.

## Geografía
El pueblo se encuentra en la costa siria del Mediterráneo, en ambas orillas de la desembocadura del río Sinn (Nahr as-Sinn).
El barrio sur, más antiguo y que lleva el nombre de Beldi, se levanta a la izquierda del Sinn. Su edificación es más dispersa y culmina en una pequeña península donde se hallan los restos de una fortaleza cruzada, ya descripta por los viajeros europeos del siglo XIX. También se destaca la presencia de las ruinas de la antigua ciudad de Palto.
El sector norte está ubicado en la margen derecha del río y presenta una mayor densidad de población. Puede verse al interior los restos de un gran caravanserai.

## Historia
El río Sinn, "Siyannu" marcaba la frontera sur del reino de Ugarit en el final de la Edad del Bronce.
El más antiguo asentamiento urbano en la zona, al sur del Sinn, fue la ciudad fenicia de Palto, según la transcripción griega, atestiguada ya en los siglos VI y V a. C. En efecto, el poeta Simónides de Ceos, en un ditirambo citado por Estrabón, asegura que el héroe Memnón fue sepultado en torno a Palto, al lado del río Badas.
La ciudad, según las excavaciones arqueológicas de 1958, se extendía solamente al sur del río. A finales del siglo IV a. C. quedó bajo la soberanía de los monarcas seleúcidas, lo que redundó en el crecimiento y prosperidad de la ciudad.
El geógrafo del siglo I Estrabón señala que estaba en la costa de los aradios, junto a Balanea y Carno.